# Gwinea Równikowa na Letnich Igrzyskach Olimpijskich 2008
Gwineę Równikową na Letnich Igrzyskach Olimpijskich 2008 reprezentowało 3 zawodników w 2 dyscyplinach.
Był to siódmy start reprezentacji Gwinei Równikowej na letnich igrzyskach olimpijskich.

## Wyniki reprezentantów Gwinei Równikowej

### Judo
Mężczyźni
| José Mba Nchama | 81 kg | Wolny los | Mrvaljević P 0000:1011 | Odpadł z dalszej rywalizacji | Odpadł z dalszej rywalizacji | Odpadł z dalszej rywalizacji | Odpadł z dalszej rywalizacji | Odpadł z dalszej rywalizacji | Odpadł z dalszej rywalizacji |

### Lekkoatletyka
Mężczyźni
| Zawodnik        | Konkurencja | Bieg eliminacyjny | Bieg eliminacyjny | Ćwierćfinał                  | Ćwierćfinał                  | Półfinał                     | Półfinał                     | Finał                        | Finał                        |
| Zawodnik        | Konkurencja | Wynik             | Miejsce           | Wynik                        | Miejsce                      | Wynik                        | Miejsce                      | Wynik                        | Miejsce                      |
| --------------- | ----------- | ----------------- | ----------------- | ---------------------------- | ---------------------------- | ---------------------------- | ---------------------------- | ---------------------------- | ---------------------------- |
| Reginaldo Ndong | 100m        | 11.61             | 79                | Odpadł z dalszej rywalizacji | Odpadł z dalszej rywalizacji | Odpadł z dalszej rywalizacji | Odpadł z dalszej rywalizacji | Odpadł z dalszej rywalizacji | Odpadł z dalszej rywalizacji |

Kobiety
| Zawodniczka       | Konkurencja | Bieg eliminacyjny | Bieg eliminacyjny | Ćwierćfinał                   | Ćwierćfinał                   | Półfinał                      | Półfinał                      | Finał                         | Finał                         |
| Zawodniczka       | Konkurencja | Wynik             | Miejsce           | Wynik                         | Miejsce                       | Wynik                         | Miejsce                       | Wynik                         | Miejsce                       |
| ----------------- | ----------- | ----------------- | ----------------- | ----------------------------- | ----------------------------- | ----------------------------- | ----------------------------- | ----------------------------- | ----------------------------- |
| Emilia Mikue Ondo | 800m        | 2:20.69           | 39                | Odpadła z dalszej rywalizacji | Odpadła z dalszej rywalizacji | Odpadła z dalszej rywalizacji | Odpadła z dalszej rywalizacji | Odpadła z dalszej rywalizacji | Odpadła z dalszej rywalizacji |